# Gwałt naprawczy
Gwałt naprawczy, gwałt korekcyjny, zgwałcenie homofobiczne – zbrodnia z nienawiści, w której jedna lub więcej osób zostaje zgwałconych ze względu na rzeczywistą lub domniemaną orientację seksualną lub tożsamość płciową. Powszechnie zamierzonym celem gwałtu, według opinii sprawcy (lub sprawców), jest przekształcenie danej osoby w heteroseksualistę lub wyegzekwowanie podporządkowania się stereotypom płciowym.
Popularyzacja tego terminu spowodowała wzrost świadomości i zachęciła osoby LGBT+ w krajach na całym świecie do przedstawiania własnych historii o gwałcie jako karze lub próbie zmiany ich orientacji seksualnej, lub tożsamości płciowej. Pomimo że w niektórych krajach istnieją przepisy chroniące osoby LGBT+, to zjawisko gwałtu naprawczego często nie jest w nich uwzględniane.

## Definicje
Gwałt naprawczy to użycie przemocy seksualnej wobec osób, które nie przestrzegają uznanych norm społecznych dotyczących ludzkiej seksualności czy ról płciowych. Celem jest penalizacja zachowań postrzeganych jako nienormalne i umocnienie norm społecznych. Jedną z najwcześniejszych znanych wzmianek na temat tego terminu jest wypowiedź południowoafrykańskiej aktywistki feministycznej Bernedette Muthien podczas wywiadu przeprowadzonego w sierpniu 2001 roku przez Human Rights Watch w Kapsztadzie:
Lesbijki są szczególnie narażone na zbiorowe gwałty. Afrykańskie lesbijki są bardziej narażone na gwałty wśród lesbijek w townshipach. Do jakiego stopnia kolorowe lesbijki są również celem gwałtu ze względu na swoją orientację seksualną? Nie ma żadnych statystyk w tym zakresie i nie wiem, jaki odsetek kolorowych lesbijek jest obiektem gwałtów naprawczych. Dorastając, nigdy nie słyszałam, żeby lesbijki traktowano w ten sposób, więc chcę wiedzieć, kiedy to się zaczęło. Gangsteryzm zawsze istniał w townshipach, więc nie można mu tego przypisać. Nie wiem też, dlaczego czarne lesbijki są bardziej narażone na ataki. Chciałabym wiedzieć, ile kobiet jest gwałconych przez braci, ojców itp. w kolorowych townshipach. Dlaczego nikt tego nie bada? Czy po prostu jest to nieudokumentowane, nie studiowane, czy co?
Według wytycznych terminologicznych UNAIDS 2015 Organizacji Narodów Zjednoczonych należy porzucić termin „gwałt naprawczy”, ponieważ sformułowanie to implikuje istnienie problemu, który należy naprawić. Zgodnie z wytycznymi terminem, który powinien zastąpić określenie „gwałt naprawczy”, jest „zgwałcenie homofobiczne”. Autorzy ogólnoświatowego badania na temat HIV/AIDS z 2013 roku zaproponowali określenie „gwałt lesbofobiczny”, podkreślające fakt, że znakomitą większość ofiar tego zjawiska stanowią lesbijki. Inni zaś zaznaczają, że geje, osoby transpłciowe, aseksualne i interpłciowe również bywają ofiarami gwałtu naprawczego z podobnych powodów.

## Czynniki sprzyjające i motywacje
Gwałt naprawczy to zbrodnia z nienawiści. Badanie z 2000 r. wskazywało na atmosferę sprzyjającą zbrodniom nienawiści wobec gejów i lesbijek; reakcje szerszej społeczności na zbrodnie nienawiści oraz reakcje policji i wymiaru sprawiedliwości przyczyniają się do gwałtów naprawczych.
Niektórzy ludzie uważają, że gwałt korekcyjny może „naprawić” osoby, które nie przestrzegają norm dotyczących płci lub które nie są heteroseksualne. Organizacja ActionAid podaje, że ofiary, które przeżyły, pamiętają, że powiedziano im, że udzielono im lekcji. Niektórych sprawców zbrodni nienawiści napędza mizoginia i szowinizm.
Niektóre źródła argumentują, że wiele przypadków gwałtu naprawczego jest spowodowanych wyciągnięciem moralnych wniosków z debaty nature versus nurture. Mimo że społeczność naukowa uważa, że orientacja seksualna jest wynikiem uwarunkowań biologicznych i środowiskowych, wiele osób nie wierzy, że homoseksualizm (lub inne formy nieheteroseksualności) ma podłoże genetyczne, a zamiast tego uważa, że jest on jedynie wynikiem uwarunkowań środowiskowych. Z tego powodu niektóre z tych osób wierzą, że orientacja seksualna może zostać zmieniona lub, jak one to postrzegają, naprawiona.

## Występowanie
Gwałty naprawcze odnotowano w krajach na całym świecie, w tym w Ekwadorze, na Haiti, w Indiach, na Jamajce, w Kenii, Kirgistanie, Holandii, Nigerii, Peru, Republice Południowej Afryki, Tajlandii, Ugandzie, na Ukrainie, w Wielkiej Brytanii, Stanach Zjednoczonych i Zimbabwe.

### Indie
W Indiach dzieci mówią o tym, jak ich rodzice sankcjonują ich seksualność, stosując „korekcyjne leczenie gwałtem” (ang. corrective rape treatment). Gwałt naprawczy w Indiach występuje zazwyczaj w celu ochrony rodzinnego wizerunku, aby uniknąć bycia oczernianym przez wspólnoty religijne oraz aby zapobiec byciu postrzeganym jako nienormalny przez otaczającą społeczność. W Indiach istnieje ogólny dyskomfort związany z mówieniem o homoseksualizmie, nawet jeśli dana osoba identyfikuje się jako homoseksualna. Ten dyskomfort wynika z ogólnego negatywnego nastawienia do homoseksualizmu, a faktem jest, że w Indiach osoby identyfikujące się jako homoseksualne są w większym stopniu represjonowane. Występuje również wysoki poziom negatywnej postawy wobec społeczności trans w Indiach. Zobowiązania religijne są zazwyczaj bardzo silne w kulturach tradycyjnych i stąd właśnie pochodzi wiele napięć i zła opinia. Według statystyk Crisis Intervention Team of LGBT Collective z Telangany w Indiach, w ciągu ostatnich 5 lat odnotowano 15 przypadków gwałtu naprawczego. Ogólnie rzecz biorąc, w latach 1971-2012 odnotowano 902-procentowy wzrost zgłoszonych gwałtów w Indiach; szacuje się jednak, że 90% przestępstw seksualnych w tym kraju nie jest zgłaszanych.

### Jamajka
Organizacja Amnesty International została poinformowana o przemocy wobec lesbijek na Jamajce, w tym o gwałtach i innych formach przemocy seksualnej. Według doniesień lesbijki zostały zaatakowane z powodu ich męskiego wyglądu lub innych widocznych oznak ich orientacji seksualnej. Niektóre doniesienia o porwaniach i gwałtach pochodzą ze społeczności śródmiejskich, gdzie lokalne organizacje pozarządowe wyraziły zaniepokojenie wysoką częstotliwością występowania przemocy względem kobiet.

### Kenia
W Kenii sprawcy i ich obrońcy twierdzą, że gwałt jest sposobem na „naprawienie” (ang. to straighten, także naprostować, uczynić heteroseksualnym) osób LGBTI.

### Południowa Afryka

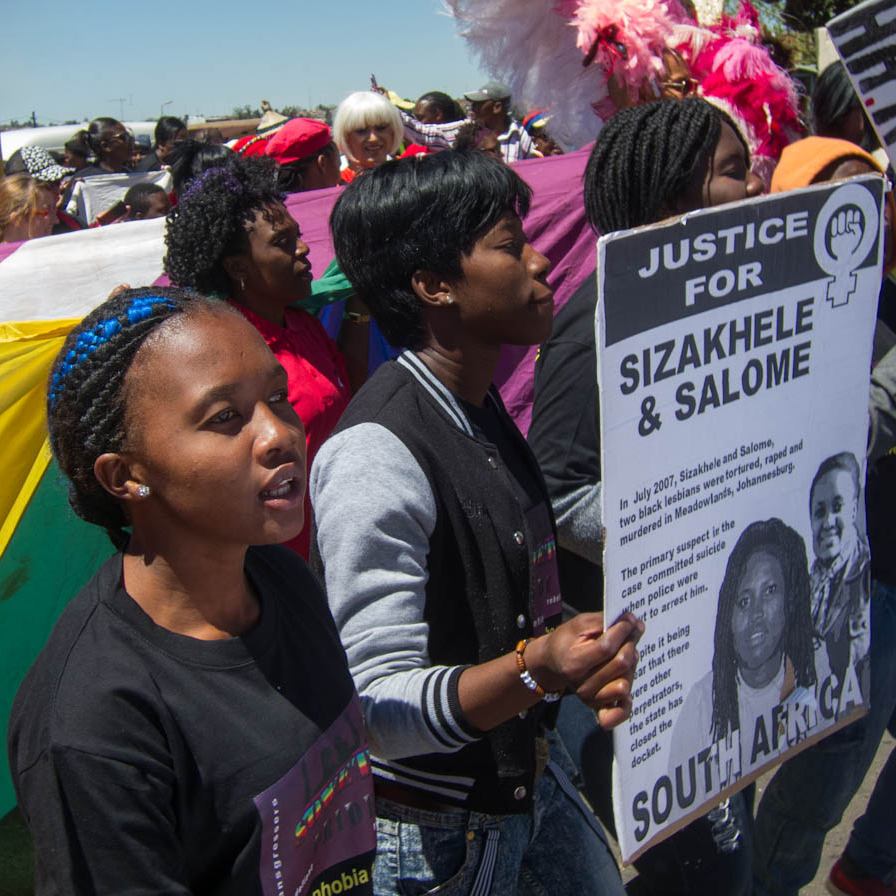
Uczestnicy Soweto Pride 2012 upamiętniają dwie lesbijki, które zostały zgwałcone i zamordowane w 2007 roku.

W Republice Południowej Afryki kobiety mają mniejszą władzę pod względem seksualnym i ekonomicznym niż mężczyźni. Jednym z czynników związanych z tą nierównością są restrykcyjne role płci, co doprowadziło do jednego z najwyższych na świecie wskaźników przemocy wobec kobiet. Rząd Republiki Południowej Afryki przeprowadził w 2009 r. badanie na temat napaści na tle seksualnym. Jeden na czterech mężczyzn przyznaje się do uprawiania seksu z kobietą, która nie wyraziła na to zgody, a prawie połowa z nich przyznała się do dokonania więcej niż jednego gwałtu. Szacuje się również, że w RPA kobieta jest gwałcona co 26 sekund. Gwałt naprawczy jest uznawany za karę dla osób, które są homoseksualne lub nie przystają do tradycyjnych ról płciowych (zazwyczaj są to kobiety), gdzie często są one słownie znieważane przed gwałtem. Sprawca może twierdzić, że daje kobietom lekcję, jak być „prawdziwą kobietą”. Ponieważ kobiety mają mniejszą kontrolę nad swoją sytuacją ekonomiczną, mają również mniejszą kontrolę nad własną aktywnością seksualną. Biedne czarne kobiety mieszkające w townshipach częściej stają się ofiarami przemocy naprawczej, a kobiety homoseksualne częściej są izolowane bez większego wsparcia, co zwiększa ich szanse na bycie wziętymi na cel.
Liczba gwałtów naprawczych w Republice Południowej Afryki wciąż rośnie. Tylko w Kapsztadzie ponad 10 lesbijek jest gwałconych każdego tygodnia, aby skorygować ich preferencje seksualne, jak szacuje Luleki Sizwe, południowoafrykańska organizacja non-profit.  Szacuje się, że co najmniej 500 lesbijek rocznie staje się ofiarami gwałtu naprawczego, a 86% czarnych lesbijek na Przylądku Zachodnim żyje w strachu przed napaścią na tle seksualnym, o czym informuje The Triangle Project w 2008 roku.

### Stany Zjednoczone
W Stanach Zjednoczonych rzeczywiste przyczyny gwałtu naprawczego są zazwyczaj ignorowane lub bagatelizowane, co podtrzymuje występowanie przemocy seksualnej. Często przemoc seksualna jest ujęta w kategoriach osobistej dynamiki związku, a nie jako problem głęboko zakorzeniony w tradycyjnych normach dotyczących płci i orientacji seksualnej.
W Stanach Zjednoczonych Brandon Teena (1972–1993) jest jednym z najbardziej znanych ofiar gwałtu naprawczego (a następnie morderstwa) za bycie transmężczyzną. Jego historia opisana jest w książce All She Wanted (1996) oraz filmach The Brandon Teena Story (1998) i Boys Don’t Cry (1999).

### Uganda
W okresie od czerwca do listopada 2011 r. w Ugandzie odnotowano pięć przypadków, w których ofiarami były lesbijki lub transseksualni mężczyźni. Dziennikarz Stephen Fry przeprowadził wywiad z młodą lesbijką, która została poddana „gwałtowi korekcyjnemu”, mającemu na celu uczynienie jej heteroseksualistką. Z powodu ataku zaszła w ciążę i stała się nosicielką wirusa HIV.